# Accord parfait
En harmonie tonale, un accord parfait est un accord de trois notes à l'état fondamental dont la quinte est juste. L'accord parfait est fréquemment confondu avec l'accord de trois notes. Toutefois, si l'on respecte strictement la définition précédente, il n'existe que deux espèces d'accord parfait : l'accord parfait majeur et l'accord parfait mineur.
- Un accord parfait possède trois états : un état fondamental chiffré 5 (do, mi, sol), un premier renversement chiffré 6 (mi, sol, do) et un second renversement chiffré 6/4.

- Un accord dont la quinte n'est pas juste n'est pas un accord parfait : il s'agira, soit d'un accord de quinte diminuée — par exemple, do, mi{\displaystyle \flat }, sol{\displaystyle \flat } —, soit d'un accord de quinte augmentée — par exemple : do, mi, sol{\displaystyle \sharp }, soit d'un accord altéré — par exemple : do, mi, sol{\displaystyle \flat }.

## Accord parfait majeur

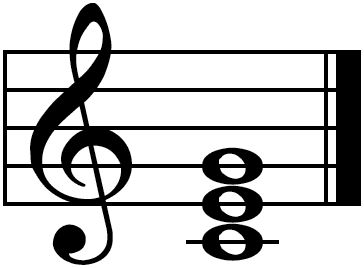
Accord parfait de do majeur.

L'accord parfait majeur est composé d'une fondamentale, d'une tierce majeure et d'une quinte juste. Il se rencontre dans la gamme majeure sur les degrés I, IV V, ainsi que dans la gamme mineure naturelle sur les degrés III, VI et VII, dans la gamme mineure harmonique sur les degrés V et VI et dans la gamme mineure mélodique sur les degrés IV et V.

## Accord parfait mineur

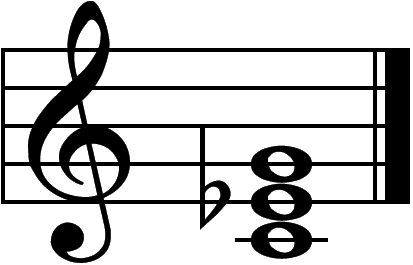
Accord parfait de do mineur.

L'accord parfait mineur est composé d'une fondamentale, d'une tierce mineure et d'une quinte juste. Il se rencontre dans la gamme majeure sur les degrés II, III, VI, ainsi que dans la gamme mineure naturelle sur les degrés I, IV et V, dans la gamme mineure harmonique sur les degrés I et IV et dans la gamme mineure mélodique sur les degrés I et II.